# Oost-Westverbinding (Suriname)
De (noordelijke) Oost-Westverbinding is de weg die Albina aan de Marowijne in het oosten van Suriname via Paramaribo verbindt met Nieuw-Nickerie en South Drain aan de Corantijn in het westen. De zuidelijke Oost-Westverbinding verbindt Paramaribo via Witagron met Apoera aan de Corantijn. Met de aanleg is in de jaren 60 begonnen.
Langs een deel van de weg bevindt zich een fietspad.

## Overzicht

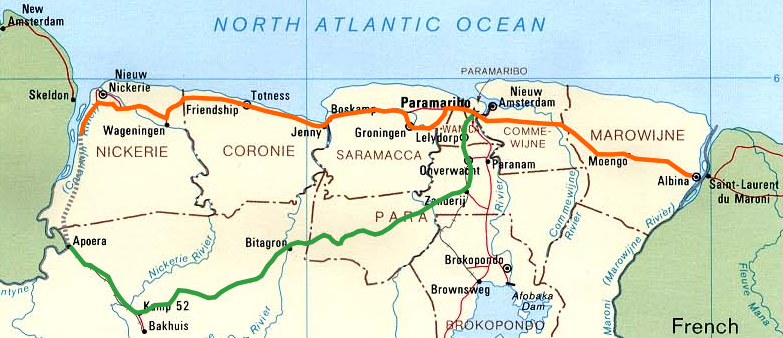
Overzicht van de Oost-Westverbinding
Noordelijke Oost-Westverbinding
Zuidelijke Oost-Westverbinding
Jeep trail tussen South Drain en Apoera.

## Bruggen

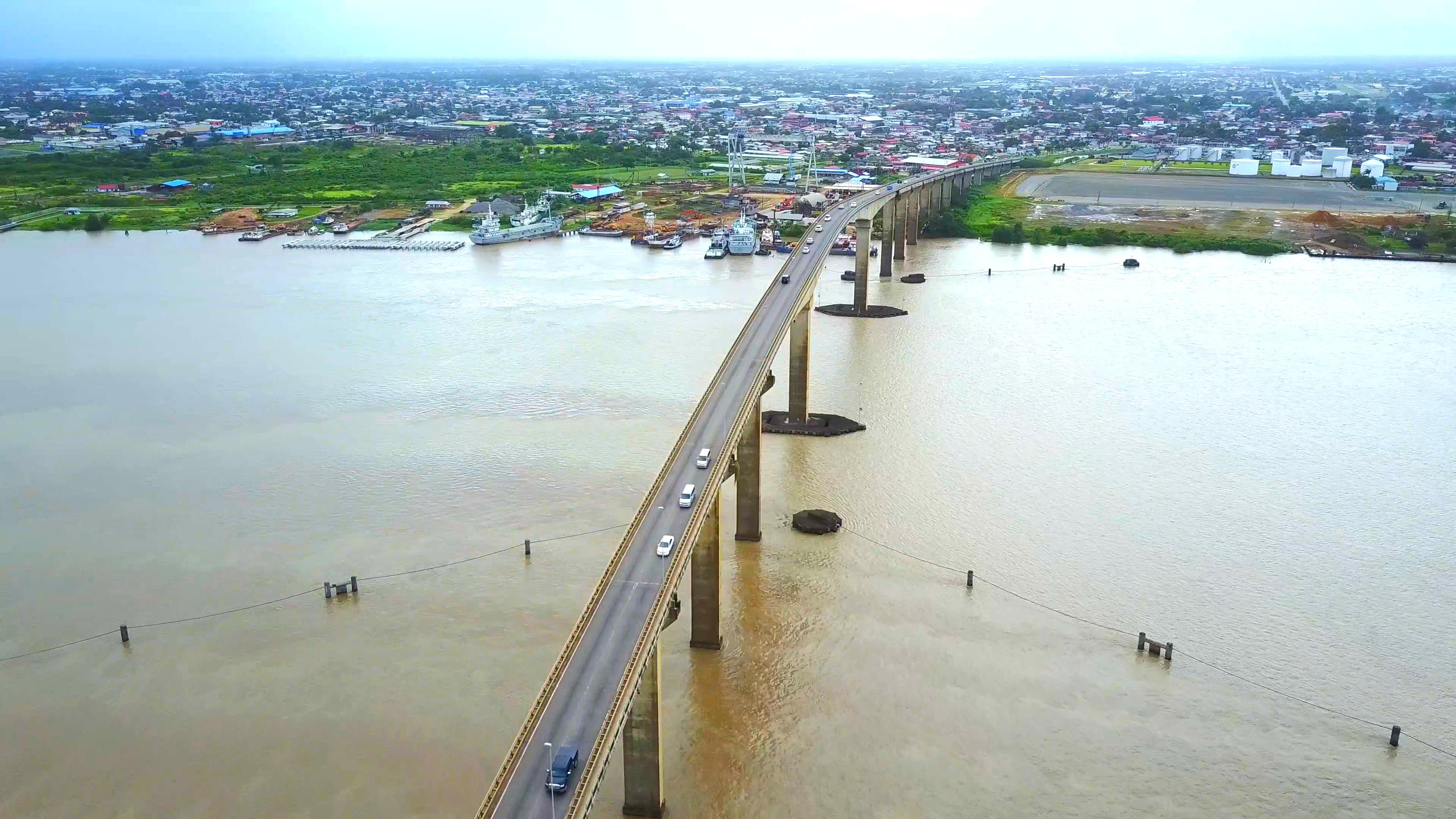
De Jules Wijdenboschbrug bij Paramaribo

Verschillende veerverbindingen op de route zijn de afgelopen jaren vervangen door vaste bruggen. De brug bij Stolkertsijver ligt zich sinds 1979 over de Commewijne en tussen Wageningen en Groot Henar ligt de Henarbrug over de Nickerie. De Coppenamebrug verbindt sinds 1999 Jenny en Boskamp over de Coppename en de Jules Wijdenboschbrug (ook wel Surinamebrug) sinds 2000 Paramaribo en Meerzorg over de Surinamerivier. In de zuidelijke Oost-Westverbinding zijn al in 1975-1976 bij Witagron en Kamp 52 baileybrugen over respectievelijk de Coppename en de Nickerie gebouwd.
De brug tussen Hamburg en Uitkijk over de Saramacca is op 25 juni 2011 geopend.

## Reconstructie

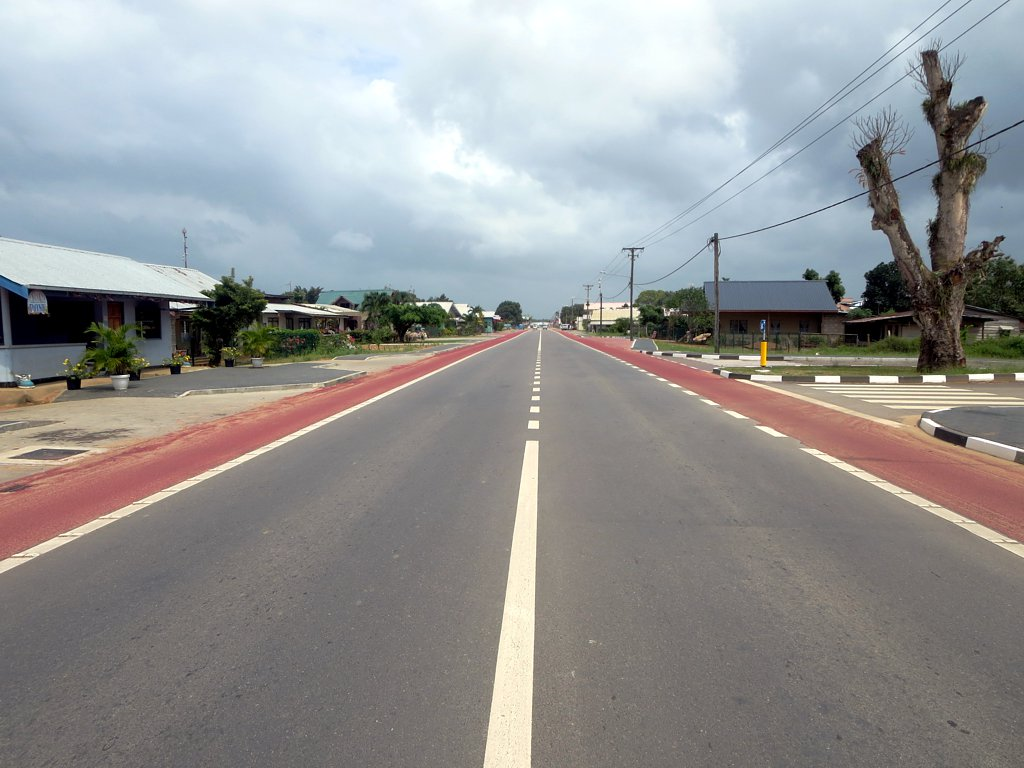
De gerenoveerde Oost-Westverbinding in het district Commewijne

Omdat de weg door gebrek aan onderhoud en door de Binnenlandse Oorlog in een slechte staat verkeerde, is er een uitgebreid revitalisatieproject opgestart.

### Westelijke Oost-Westverbinding
De 32 kilometer lange weg tussen Nieuw-Nickerie en de veerboot bij South Drain was tot voor kort niet verhard. Dankzij een financiering van de Europese Unie van 13,2 miljoen euro is men in 2007 begonnen met het asfalteren van de weg. De weg werd in 2010 opgeleverd.
Tussen South Drain en Apoera ligt een jeep trail, waardoor de noordelijke en de zuidelijke Oost-Westverbinding met elkaar in verbinding staan. In tegenstelling tot eerdere plannen gaat de verharding van dit stuk vooralsnog niet door.

### Oostelijke Oost-Westverbinding
Met geld afkomstig van de Europese Unie, de Agence française de développement en de Inter-Amerikaanse Ontwikkelingsbank is de oostelijke Oost-Westverbinding tussen Meerzorg en Albina gerehabiliteerd. In augustus 2009 werd hiervoor een Project Executing Unit ingesteld, die de kwaliteitseisen, planning en het totale budget van 140 miljoen US dollar in de gaten moet houden. Het project omvatte een weglengte van 138 kilometer en moest volgens de planning 30 maanden duren. De herinrichting voldoet aan de standaarden die opgesteld zijn in het kader van het Initiatief voor Infrastructurele Integratie van Zuid-Amerika.
In maart 2010 is het Nederlandse bedrijf MNO Vervat begonnen met de herasfaltering van de weg tussen Tamanredjo (km 20,5) en Moengo (km 95). Het deel tussen Moengo en Albina (km 138) werd uitgevoerd door het Chinese bedrijf Dalian. Het deel tussen Meerzorg (km 0) en Tamanredjo is in 2011 aanbesteed. De weg is hierbij op sommige plaatsen verbreed en in de bebouwde kom zijn fietspaden aangelegd.

### Zuidelijke Oost-Westverbinding
Suriname had plannen voor de reconstructie van de zuidelijke Oost-Westverbinding (Paramaribo-Zanderij-Witagron-Apoera) in de periode 2010-2015. Het is onduidelijk of deze zijn verwezenlijkt.

## Verbindingen met buurlanden
Aan de westkant bij South Drain nabij Nieuw-Nickerie sluit de Oost-Westverbinding sinds 1998 aan op de Canawaima-veerboot naar Moleson Creek in Guyana. In het oosten sluit de weg bij Albina sinds 1969 aan op de veerboot naar Saint-Laurent-du-Maroni in Frans-Guyana.
In het kader van het genoemde IIRSA heeft Stichting Planbureau Suriname in 2008 verschillende studies verricht naar de inpassing van de noordelijke Oost-Westwegverbinding in de Pan-Amerikaanse Snelweg. Suriname doet sinds 1982 mee aan de besprekingen over dit project. Naast de rehabilitatie van de Oost-Westverbinding zoals hierboven beschreven, is er in dit kader ook een haalbaarheidsonderzoek gestart naar een vaste oeververbinding tussen Suriname en Frans-Guyana bij Albina en wordt de Noord-Zuidverbinding via De Vier Gebroeders naar Brazilië ook weer actueel.